# 明日への出発
「明日への出発」（あすへのたびだち）は、1981年にリリースされた春日八郎のスタジオ・アルバム。

## 解説
- 歌手生活30周年とキングレコードの創業50周年を記念して発売され、4回忌の1995年には「春日八郎を偲ぶ」シリーズの最初にCD化された。同年4月5日に発売され、現在は廃盤[1]。
- 第1面に収録されている「ふたりの坂道」「瞼を合せて」「一年ぶりに」「津軽三号ひとり旅」、第2面に収録されている「恋の長崎雨の街」「国後の女」は同年にシングル化されている。

## 収録曲

### 第1面
1. ふたりの坂道
  - 作詞:いではく／作曲:遠藤実／編曲:京建輔
2. 比叡の女
  - 作詞:大倉芳郎／作曲:渡部実／編曲:山田年秋
3. 瞼を合せて
  - 作詞:矢野亮／作曲・編曲:白石十四男
4. 東京・裏町・かもめ唄
  - 作詞:木下龍太郎／作曲・編曲:山田年秋
5. 椿の波止場
  - 作詞:荒川利夫／作曲:鮫島周二／編曲:川上英一
6. 一年ぶりに
  - 作詞:もろとみ和人／作曲:桜田誠一／編曲:山田年秋
7. 津軽三号ひとり旅
  - 作詞:矢野亮／作曲・編曲:白石十四男

### 第2面
1. 恋の長崎雨の街
  - 作詞:若山かほる／作曲:四方章人／編曲:斉藤恒夫
2. 国後の女
  - 作詞:たなかゆきを／作曲:林伊佐緒／編曲:川上英一
3. 嫁ぐ娘に
  - 作詞:山北由希夫／作曲:桜田誠一／編曲:山田年秋
4. 東京酒場
  - 作詞:木下龍太郎／作曲:癸生川正治／編曲:江口浩司
5. ふるさと便り
  - 作詞:萬城たかし／作曲:仲代吾郎／編曲:山田年秋
6. 信濃旅情
  - 作詞:丸山敬一郎／補作詞:木下龍太郎／作曲・編曲:江口浩司
7. 夜はギターのふるさとだ
  - 作詞:荒川利夫／作曲:鮫島周二／編曲:川上英一

## 歌詞の中で歌われている風物・地名

### 第1面
- 比叡の女 - 比叡の山、都わすれ、京
- 椿の波止場 - 大島、椿の花、三原山、
- 津軽三号ひとり旅 - 青森

### 第2面
- 恋の長崎雨の街 - 出島、思案橋、平戸、蘇鉄の花、オランダ坂
- 国後の女 - 国後、チャチャ岳、流氷
- 信濃旅情 - 千曲の流れ、信濃路[2]